# Reprezentacja Włoch w piłce nożnej plażowej mężczyzn
Reprezentacja Włoch w piłce nożnej plażowej - europejski zespół beach-soccerowy.

## Mistrzostwa Świata
- 1995 - 4 miejsce
- 1996 - 3 miejsce
- 1997 - faza grupowa
- 1998 - faza grupowa
- 1999 - faza grupowa
- 2000 - ćwierćfinał
- 2001 - ćwierćfinał
- 2002 - faza grupowa
- 2003 - faza grupowa
- 2004 - 4 miejsce
- 2005 - nie uczestniczyła
- 2006 - faza grupowa
- 2007 - faza grupowa
- 2008 - 2 miejsce
- 2009 - ćwierćfinał

## Mistrzostwa Europy
- 2008 - 4 miejsce
- 2009 - 5 miejsce
- 2011

## Europejska Liga Beach Soccera
- 1998 - 2 miejsce
- 1999 - 4 miejsce
- 2000 - 4 miejsce
- 2001 - 3 miejsce
- 2002 - 6 miejsce
- 2003 - 5 miejsce
- 2004 - 4 miejsce
- 2005 - 1 miejsce
- 2006 - 4 miejsce
- 2007 - 5 miejsce
- 2008 - 4 miejsce
- 2009 - 3 miejsce
- 2010 - 2 miejsce
- 2011